# Batman : Assaut sur Arkham
Pour les articles homonymes, voir Arkham (homonymie).
Pour plus de détails, voir Fiche technique et Distribution.
Batman : Assaut sur Arkham (Batman: Assault on Arkham) est un film d'animation américain réalisé par Jay Oliva et Ethan Spaulding, sorti directement en vidéo en 2014, 21e film de la collection DC Universe Animated Original Movies.
Le film se déroule dans l'univers des jeux vidéo Batman: Arkham, entre Arkham Origins et Arkham Asylum. Il est introduit dans la scène post-crédits du jeu Batman: Arkham Origins.

## Synopsis
Après les événements du jeu Batman: Arkham Origins et deux ans avant les événements de Batman: Arkham Asylum, le Sphinx arrêté par Batman et de retour à l'Asile d'Arkham, Amanda Waller, directrice de l'ARGUS, une organisation fédérale paramilitaire secrète commandant la Task Force X, reforme l'unité qui est cette fois composée de Deadshot, Harley Quinn, Captain Boomerang, Killer Frost, King Shark, Black Spider et KGBeast.
Le groupe, dirigé par Deadshot, doit s'infiltrer à Arkham puis trouver le sceptre du Sphinx où sont cachées des informations sensibles volées à Amanda Waller, sans se douter que l'un des membres de l'équipe est chargé d'une "mission" différente, tout en obéissant aux directives de leur "employeur" sous peine de voir leur tête exploser à cause de mini-bombes placées dans leurs nuques.
Leur mission doit se faire dans la plus grande discrétion pour ne pas alerter Batman, qui est déjà occupé à rechercher la bombe que le Joker, fraîchement revenu à Arkham, a cachée dans Gotham City.

## Fiche technique
- Titre original : Batman: Assault on Arkham
- Titre français : Batman : Assaut sur Arkham
- Réalisation : Jay Oliva et Ethan Spaulding
- Scénario : Heath Corson, d'après les jeux vidéo Batman: Arkham et les personnages de DC Comics
- Musique : Robert J. Kral
- Direction artistique du doublage original : Andrea Romano
- Son : Matthew Thomas Hall, Joshua Aaron Johnson, Mark Keatts
- Montage : Christopher D. Lozinski
- Animation : Moi Animation Studio
- Coproduction : Alan Burnett
- Production déléguée : Benjamin Melniker, Sam Register et Michael E. Uslan
- Supervision de la production : James Tucker
- Sociétés de production : Warner Bros. Animation et DC Entertainment
- Société de distribution : Warner Home Video
- Pays de production :  États-Unis
- Langue originale : anglais
- Genre : animation, super-héros
- Durée : 76 minutes
- Dates de sortie :
  - États-Unis : 25 juillet 2014 (avant-première au Comic-Con de San Diego)
  - États-Unis : 29 juillet 2014 (VOD), 12 aout 2014 (DVD/Blu-ray)
  - France : 3 septembre 2014[3]
- Classification : PG-13 (interdit -13 ans) aux États-Unis

 Sauf indication contraire, les informations mentionnées dans cette section peuvent être confirmées par la base de données cinématographiques IMDb,  présente dans la section « Liens externes ».

## Distribution

### Voix originales
- Kevin Conroy : Batman
- Neal McDonough : Deadshot
- Hynden Walch : Harley Quinn
- Matthew Gray Gubler : Le Sphinx
- Troy Baker : Le Joker
- Chris Cox : James Gordon
- John DiMaggio : King Shark
- Greg Ellis : Captain Boomerang
- Giancarlo Esposito : Black Spider (en)
- Jennifer Hale : Killer Frost
- Martin Jarvis : Alfred Pennyworth
- Nolan North : Le Pingouin, KGBeast
- CCH Pounder : Amanda Waller

### Voix françaises
- Adrien Antoine : Batman
- Patrick Borg : Deadshot
- Kelvine Dumour : Harley Quinn
- Alexandre Gillet : Le Sphinx
- Xavier Fagnon : Le Joker
- Jean-Claude Sachot : James Gordon, KGBeast
- Thierry Murzeau : King Shark
- Jean-François Vlérick : Captain Boomerang
- Michel Vigné : Black Spider
- Laura Préjean : Killer Frost
- Pierre Dourlens : Alfred Pennyworth
- Philippe Peythieu : Le Pingouin
- Zaïra Benbadis : Amanda Waller

Société de doublage VF : Dubbing Brothers, adaptation VF : Michel Berdah, direction artistique VF : Céline Krief
 Source : voix originales et françaises sur Latourdesheros.com.